# Mont-la-Ville
Mont-la-Ville es una comuna de Suiza perteneciente al distrito de Morges del cantón de Vaud.
En 2019 tenía una población de 478 habitantes.
La comuna es conocida por albergar el abrigo rocoso del Mollendruz, un yacimiento arqueológico que presenta los que se cree que son los restos más antiguos de población humana en el actual Vaud, declarado bien cultural de importancia nacional. Otro monumento destacado es su iglesia protestante, construida en 1825.
Se ubica unos 20 km al noroeste de Lausana. En el territorio de la comuna se ubica el Col du Mollendruz, paso de montaña que lleva al lago de Joux en la zona de L'Abbaye.